# Dottor Clown
Dottor Clown è un film per la televisione, diretto da Maurizio Nichetti ed andato in onda per la prima volta su Canale 5 il 26 dicembre 2008.

## Trama
È la storia di un medico, preparato ma brusco e insensibile verso i pazienti, che, in séguito a un grave incidente stradale, mette in discussione la sua vita precedente, personale ma soprattutto professionale.